# NGC 269
NGC 269 (ook wel ESO 29-SC16) is een open sterrenhoop in de Kleine Magelhaense wolk, die zich bevindt in het sterrenbeeld Toekan.
NGC 269 werd op 5 november 1836 ontdekt door de Britse astronoom John Herschel.